# Fălești
Fălești ist eine Gemeinde in der Republik Moldau mit knapp 12.000 Einwohnern (2014). Sie ist das Verwaltungszentrum des Rajon Fălești. 

## Geschichte
Die Stadt Fălești wurde zum ersten Mal in einem Dokument aus dem Jahr 1429 erwähnt, als der Herrscher des Fürstentums Moldau, Alexandru cel Bun einige Ortschaften, darunter Fălești, verschenkte. Der Ortsname leitet sich vom Wort „fala“ ab, was im Mittelalter „Ruhm“ bedeutete. Zu Beginn des 19. Jahrhunderts, nach dem Russisch-Türkischen Krieg und dem Abschluss des Friedensvertrages von Bukarest im Mai 1812, wurde das Gebiet zwischen Pruth und Dnjestr, später Bessarabien genannt, von den Osmanen an das Russische Reich abgetreten. Im 19. Jahrhundert setzte in dem landwirtschaftlich geprägten Ort eine verstärkte wirtschaftliche Entwicklung ein. Mit dem Ersten Weltkrieg fiel Bessarabien und Fălești schließlich an das Königreich Rumänien. 
Im Dezember 1930 führten die rumänischen Behörden eine allgemeine Volkszählung durch, bei der in Fălești 6278 Einwohner gezählt wurden, davon waren die Hälfte Juden. Durch die Ereignisse des Zweiten Weltkriegs kamen die meisten Juden des Ortes im Holocaust ums Leben. Am 30. Juni 1940 (für ein Jahr), dann erneut am 26. März 1944 marschierten sowjetische Truppen in die Stadt ein, wodurch der Ort Teil der Moldauischen Sozialistischen Sowjetrepublik wurde. In Säuberungsaktionen der Sowjets gegen "Kollaborateure" verlor der Ort weitere 500 Einwohner durch Deportationen und Hinrichtungen. 
In der Sowjetzeit war Fălești der Sitz einer Kolchose und ein Krankenhaus sowie weitere Infrastruktur wurde errichtet. Seit 1991 gehört der Ort zu der unabhängigen Republik Moldau und verzeichnete seit den 1990er Jahren durch Abwanderung einen Bevölkerungsrückgang. Im Jahr 1995 wurde Fălești eine Städtepartnerschaft mit der Stadt Botoșani in Rumänien geschlossen. Außerdem unterhält die Stadt Schwesterbeziehungen zur Stadt Herza in der Ukraine.
Am 7. August 2012 wurde in Fălești eine Temperatur von 42,4 °C gemessen, die höchste Temperatur, die jemals in Moldau gemessen wurde.

## Wirtschaft
Wirtschaftliche Bedeutung haben die Landwirtschaft, das damit verbundene weiterverarbeitende Gewerbe und einige industrielle Betriebe. In der Ortschaft gibt es eine Zuckerfabrik, die sich im Besitz von Südzucker befindet.

## Demografie
Laut der Volkszählung von 2014 betrug die Einwohnerzahl von Fălești 12.074, was einem Rückgang gegenüber der vorherigen Volkszählung von 2004 entspricht, bei der 14.931 Einwohner gezählt wurden. 2014 war das Moldauische die Muttersprache von 63 % der Bevölkerung, gefolgt vom Russischen mit 16,7 %, dem Rumänischen mit 14,2 % und dem Ukrainischen mit 5,8 %. Knapp 76,7 % der Bevölkerung bezeichneten sich als ethnische Moldauer, knapp 13,2 % als Ukrainer, 5,4 % als Russen, 3,8 % als Rumänen und 0,3 % als Roma.
| Volkszählung | Einwohnerzahl |
| ------------ | ------------- |
| 1930         | 06.278        |
| 1970         | 09.251        |
| 1979         | 10.715        |
| 1989         | 14.043        |
| 2004         | 14.931        |
| 2014         | 12.074        |

## Galerie

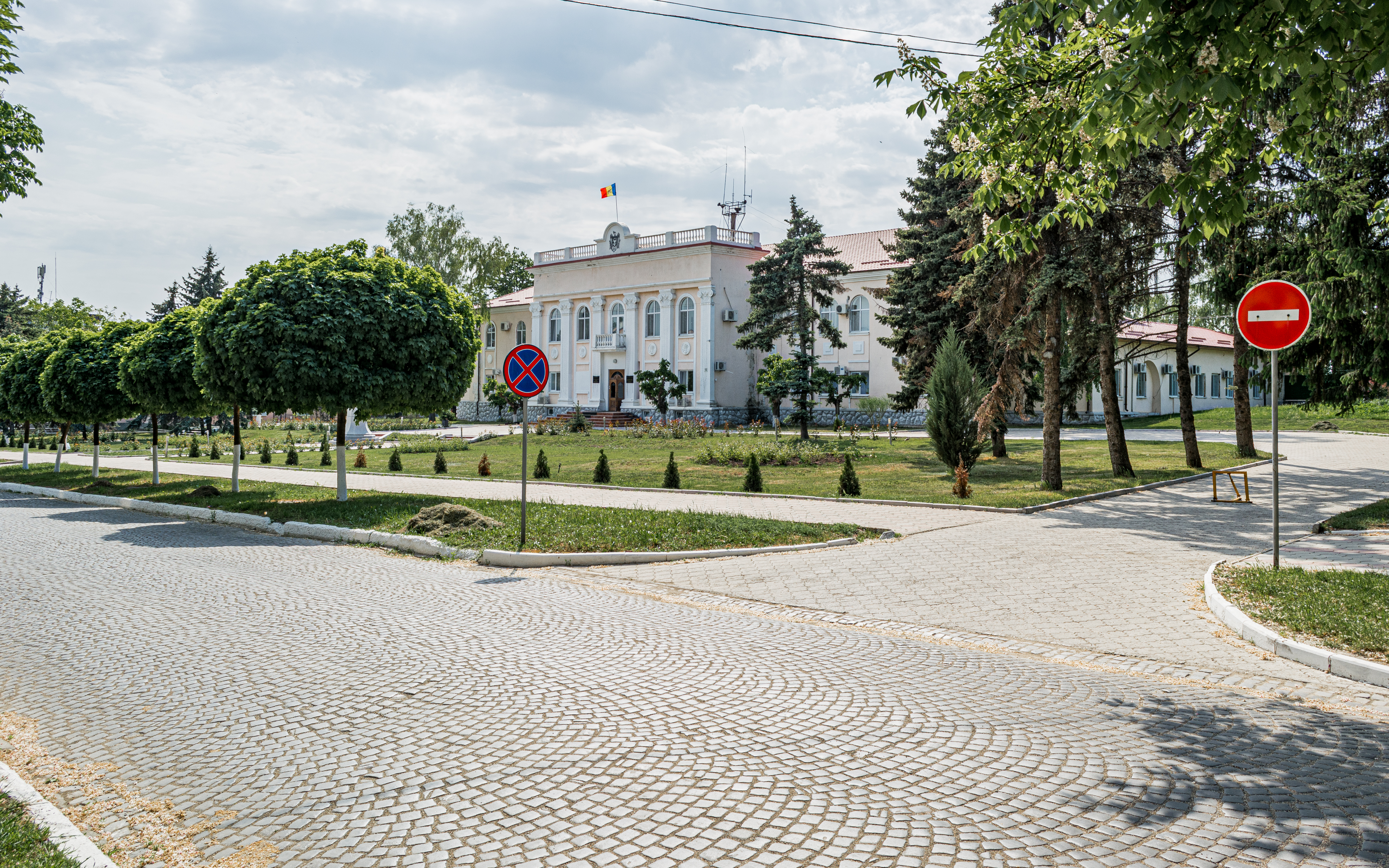
Zentrum der Gemeinde
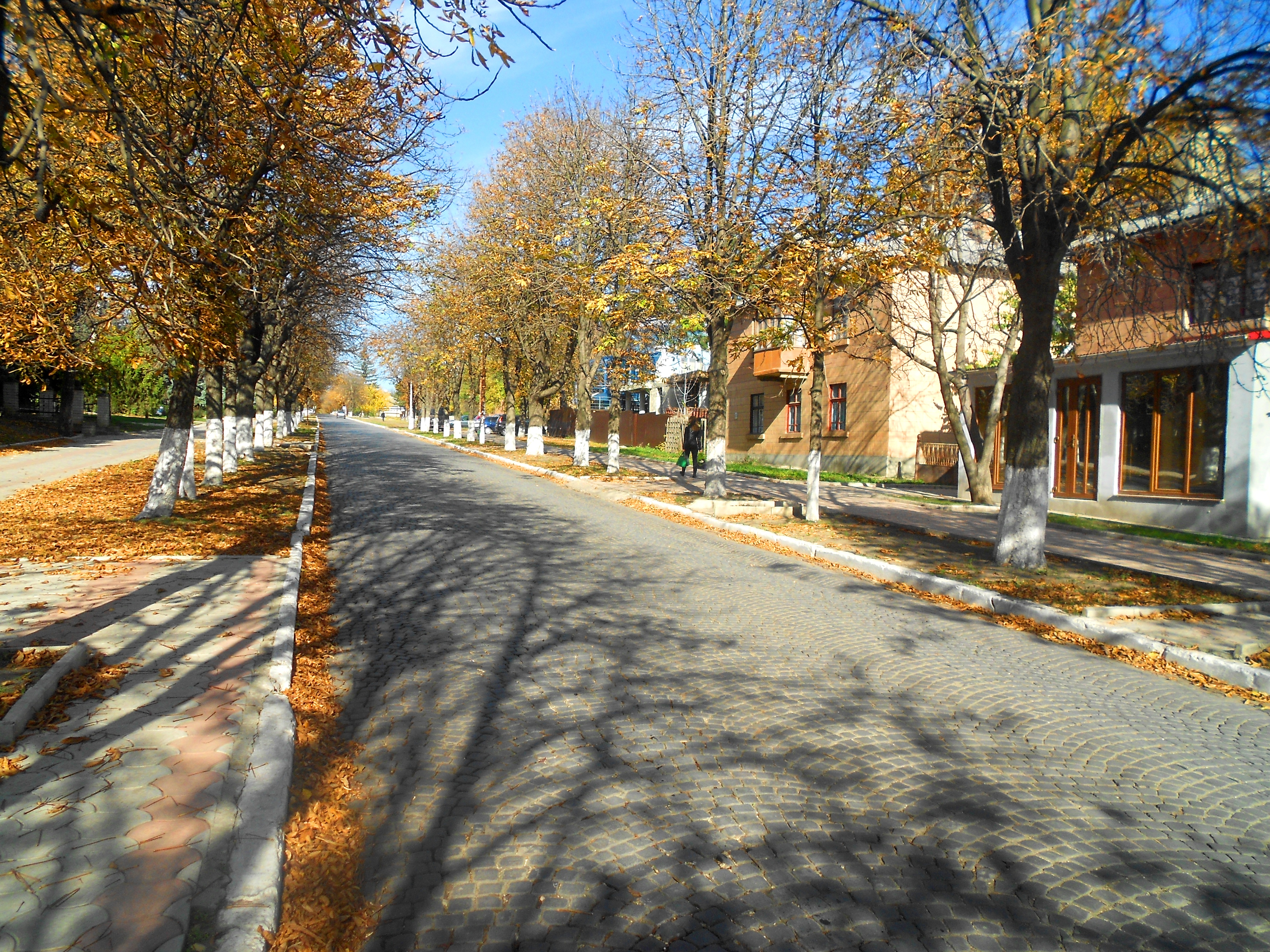
Hauptstraße Ștefan cel Mare
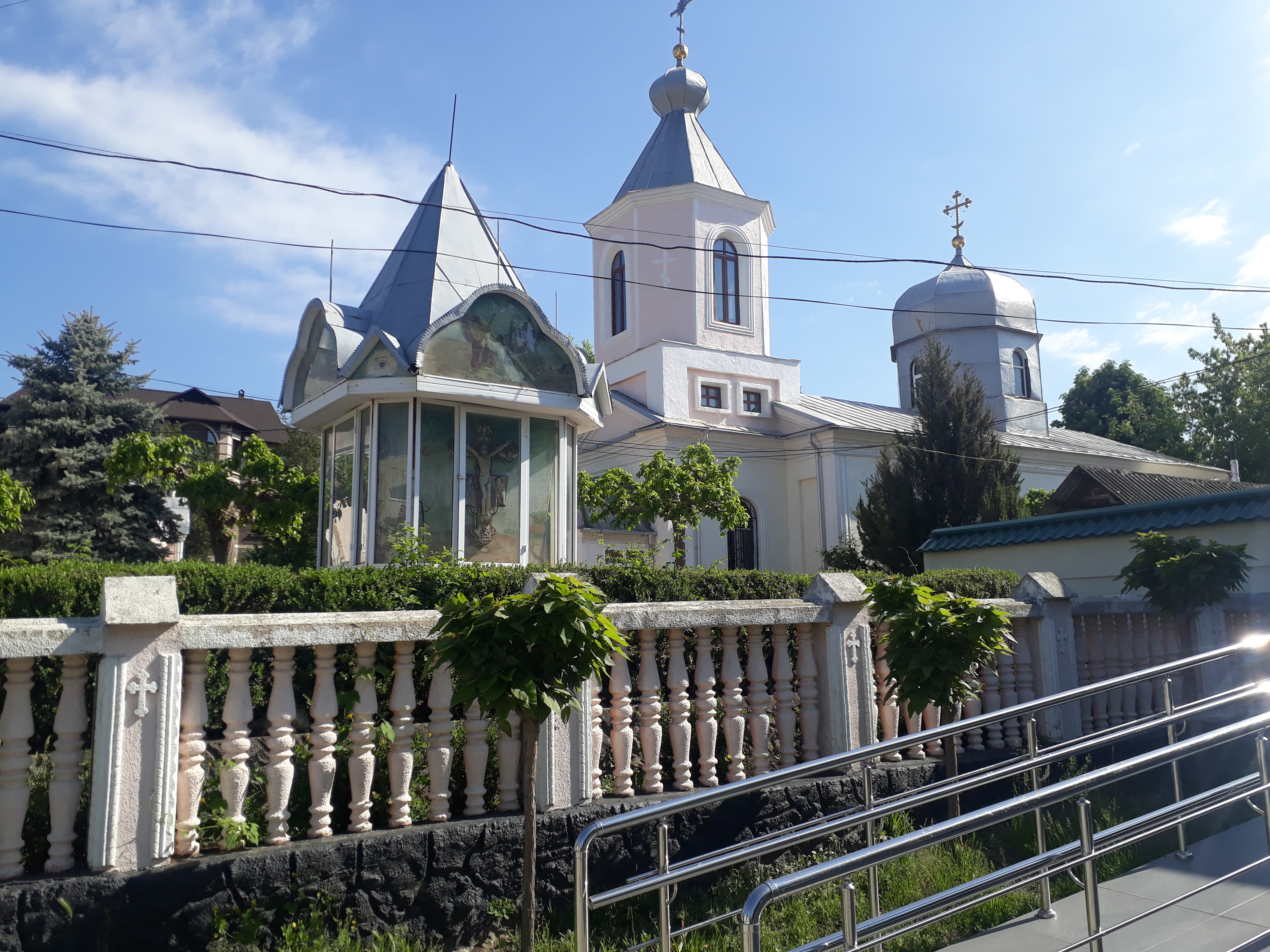
Kirche „St. Nikolaus“
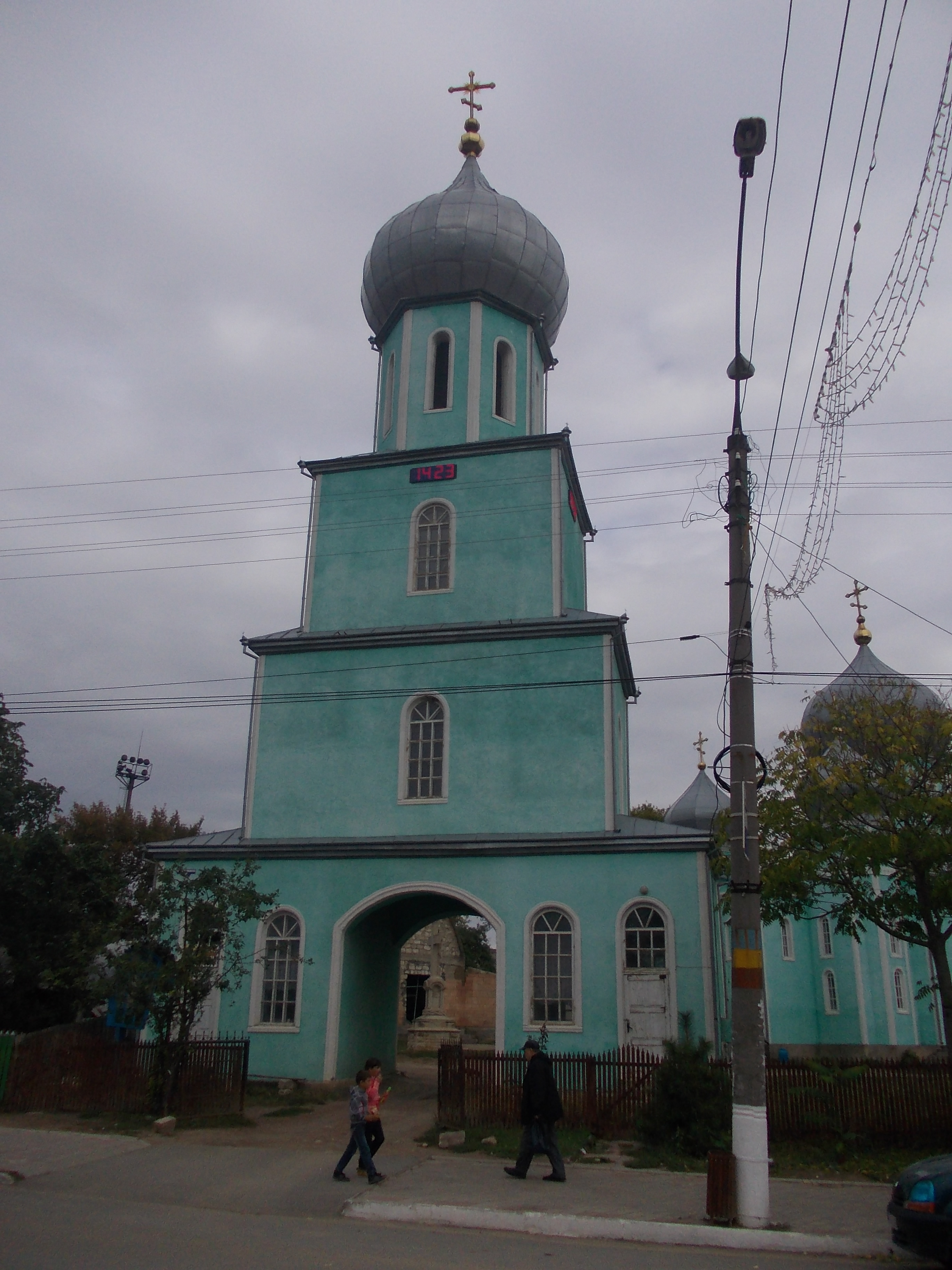
Kirche „St. Peter und Paul“
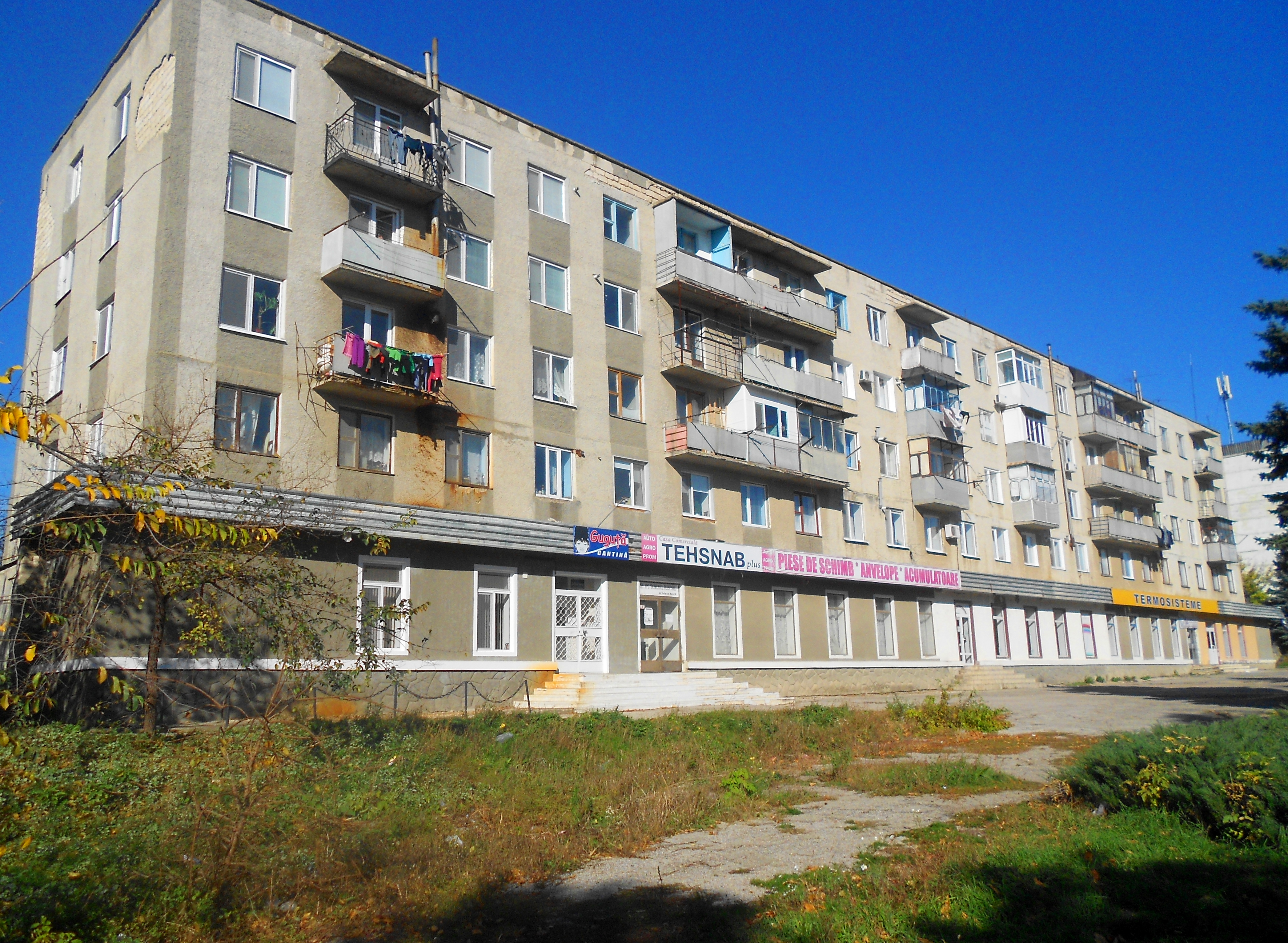
Gebäude aus der Sowjetzeit
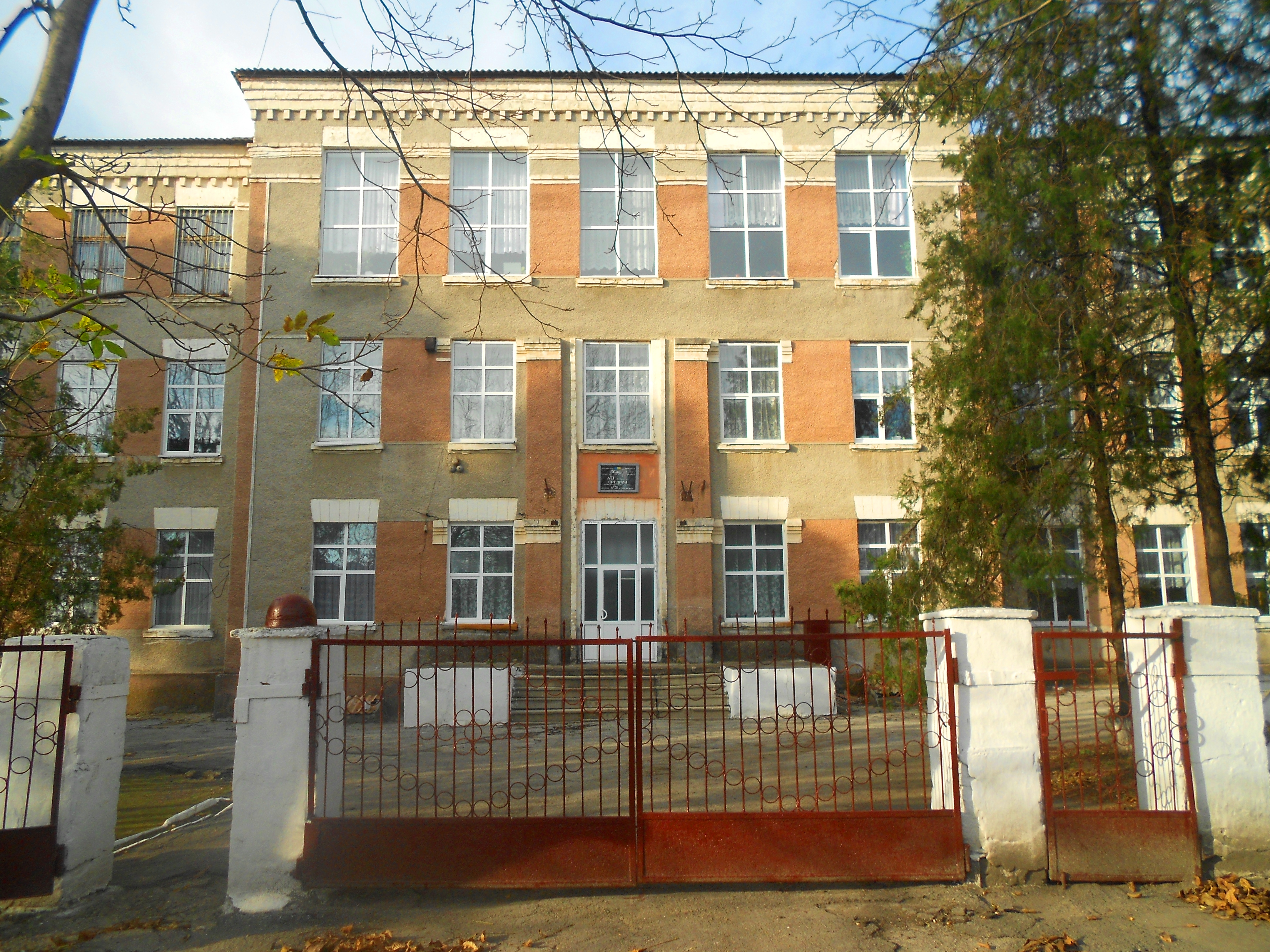
Schulgebäude
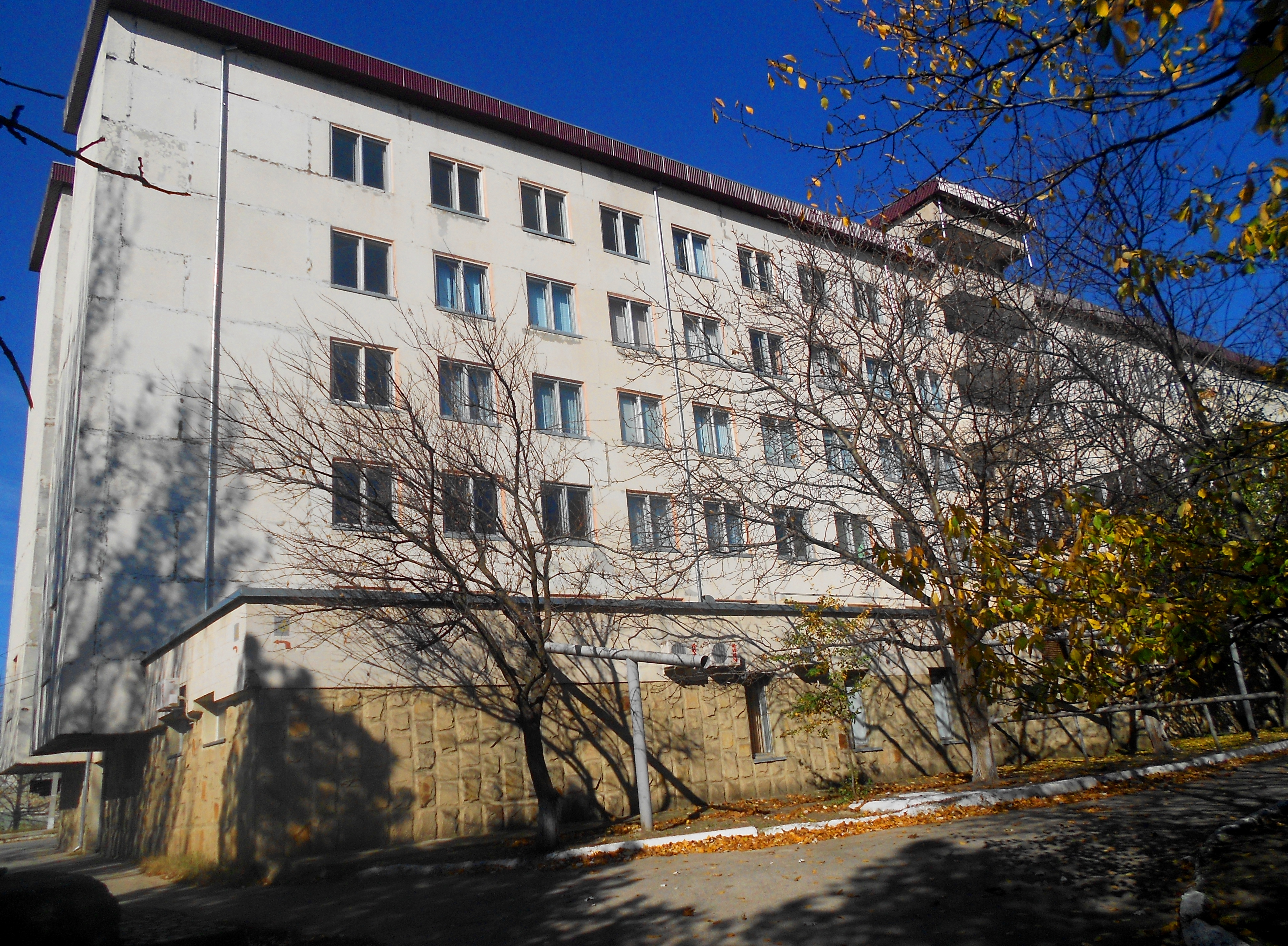
Krankenhaus